# Paweł Zieliński (pedagog)
Paweł Aleksy Zieliński – polski pedagog i religioznawca, doktor habilitowany nauk społecznych. Specjalizuje się w pedagogice ogólnej, teorii wychowania, pedagogice porównawczej, historii myśli pedagogicznej, pedeutologii oraz pedagogice zdrowia i ekologicznej.
Jest autorem książek: „Samorealizacja i samowychowanie w Zen i Metodzie Silvy”, „Relaksacja w teorii i praktyce pedagogicznej”, „Taoistyczne, konfucjańskie i zachodnie koncepcje pedagogiczne”, „Aspekty pedagogiczne Sutry Lotosu” oraz kilkudziesięciu artykułów dotyczących między innymi pedagogiki i psychologii humanistycznej oraz koncepcji i teorii wychowania i samowychowania na Dalekim Wschodzie. Wydał również trzy płyty CD (wcześniej kasety magnetofonowe) służące nauce metod i technik relaksacyjnych: „Sztuka relaksu. Kurs autorelaksacji”, „Sztuka afirmacji w relaksie”, „Momentalna relaksacja, redukcja stresu i poprawa samooceny”.

## Życiorys
Urodzony w 1964 roku w Częstochowie, absolwent LO im. Adama Mickiewicza oraz WSP w Częstochowie. W 1998 r. obronił pracę doktorską pt. Znaczenie medytacji zen oraz metody Silvy dla procesu samowychowania człowieka, której promotorem był dr hab. Jan Sarna, w 2017 r. habilitował się na podstawie pracy zatytułowanej Taoistyczne, konfucjańskie i zachodnie koncepcje pedagogiczne. Pracuje na Uniwersytecie Jana Długosza w Częstochowie jako profesor uczelni. Prywatnie interesuje się ogrodnictwem, problematyką UFO, samorozwoju oraz społeczeństwami i wartościami utopijnymi we współczesnym świecie.